# Igiugig
Igiugig és una concentració de població designada pel cens dels Estats Units a l'estat d'Alaska. Segons el cens del 2000 tenia 53 habitants.

## Demografia
Segons el cens del 2000, Igiugig tenia 53 habitants, 16 habitatges, i 13 famílies La densitat de població era d'1 habitant per km².
Dels 16 habitatges en un 43,8% hi vivien nens de menys de 18 anys, en un 56,3% hi vivien parelles casades, en un 25% dones solteres, i en un 18,8% no eren unitats familiars. En el 18,8% dels habitatges hi vivien persones soles el 6,3% de les quals corresponia a persones de 65 anys o més que vivien soles. El nombre mitjà de persones vivint en cada habitatge era de 3,31 i el nombre mitjà de persones que vivien en cada família era de 3,77.
Per edats la població es repartia de la següent manera: un 43,4% tenia menys de 18 anys, un 1,9% entre 18 i 24, un 32,1% entre 25 i 44, un 17% de 45 a 60 i un 5,7% 65 anys o més.
L'edat mediana era de 36 anys. Per cada 100 dones hi havia 76,7 homes. Per cada 100 dones de 18 o més anys hi havia 100 homes.
Cap de les famílies i el 6,9% de la població estaven per davall del llindar de pobresa.

## Poblacions més properes
El següent diagrama mostra les poblacions més properes.